# Kryptografia krzywych eliptycznych
Elliptic Curve Cryptography (ECC) – grupa technik kryptografii asymetrycznej, wykorzystująca jako podstawową technikę matematyczną krzywe eliptyczne. Użycie krzywych eliptycznych w celach kryptograficznych zostało zasugerowane niezależnie przez dwójkę badaczy: Neala Koblitza oraz Victora S. Millera w roku 1985.
Bezpieczeństwo ECC jest oparte na złożoności obliczeniowej logarytmów dyskretnych na krzywych eliptycznych – Elliptic Curve Discrete Logarithm Problem (ECDLP). Algorytm podpisu cyfrowego przy użyciu ECC to ECDSA.
ECC oferuje bezpieczeństwo porównywalne do RSA przy znacznie krótszych kluczach. Ocenia się, że bezpieczeństwo klucza RSA o długości 1024 bitów jest równoważne bezpieczeństwu klucza ECC o długości 160 bitów. Z tego powodu ECC jest bardzo atrakcyjnym algorytmem w zastosowaniach, które wymagają bardzo wysokiej wydajności szyfrowania asymetrycznego (algorytm RSA jest stosunkowo wolny) lub oferują bardzo ograniczone środowisko obliczeniowe (jak karty mikroprocesorowe).
ECC wykorzystuje działania matematyczne krzywych eliptycznych w ciałach, na liczbach całkowitych i w oparciu o duże liczby pierwsze. W rezultacie ich reprezentacja graficzna nie ma wiele wspólnego ani z krzywymi, ani z elipsami — są to przypominające chmurę zbiory punktów.

## Wykorzystanie ECC w praktyce
Wygaśnięcie patentu na algorytm RSA w 2000 roku spowodowało chętne i masowe jego wykorzystywanie jako znajdującego się od tej pory w domenie publicznej, podczas gdy algorytmy oparte na ECC są objęte licznymi patentami. Właścicielem większości z nich jest kanadyjska firma Certicom, posiadająca ponad 130 patentów związanych z ECC.
Część z patentów jest publicznie podważana przez wiele firm (m.in. Sun) i niezależnych kryptologów, twierdzących, iż analogiczne techniki były znane i prezentowane przez innych autorów przed ich opatentowaniem. Budzi to nieufność dużych producentów oprogramowania, unikających technologii o niejasnym stanie prawnym. Poza tym implementacja algorytmów na krzywych eliptycznych jest bardziej pracochłonna i wymaga szerszej wiedzy niż w przypadku np. RSA.
W Polsce krzywe eliptyczne zaimplementowane są w systemie kryptograficznym pod nazwą „Narodowy szyfrator” stworzonym w ramach umowy konsorcjum naukowo-przemysłowego WAT i firmy WASKO S.A. pod kierownictwem profesora Jerzego Gawineckiego oraz w szyfrujących telefonach GSM firmy Techlab2000.

## Dostępność ECC
Stosowanie kryptografii opartej na krzywych eliptycznych jest nadal możliwe bez zgody Certicomu, ponieważ patenty obejmują tylko pewne techniki związane z implementacją algorytmów a nie algorytmy ECC jako takie. Istnieją darmowe i ogólnodostępne implementacje ECC nie objęte patentami (m.in. OpenSSL, NSS, GnuPG i Libgcrypt).
Algorytm ECC jest także podstawowym algorytmem podpisu elektronicznego w tzw. Suite B, czyli zestawie algorytmów kryptograficznych rekomendowanym przez amerykańską agencję NSA do zastosowań w biznesie.
W praktyce stosowane są parametry krzywych eliptycznych generowane przez organizacje standaryzacyjne: FIPS186-4 (NIST), BrainPool (TeleTrust) i SECG (Certicom). Część opisanych w literaturze krzywych nie nadaje się do zastosowań kryptograficznych ze względu na znane słabości.

## Implementacje
Biblioteki zawierające implementację algorytmów na krzywych eliptycznych:
- OpenSSL
- Libgcrypt